# Championnats du monde de marathon (canoë-kayak) 2015
Navigation
Édition précédente Édition suivante
Les championnats du monde de marathon en canoë-kayak 2015, vingt-troisième édition des championnats du monde de marathon en canoë-kayak, ont lieu du 17 au 20 septembre 2015 à Győr, en Hongrie.

## Podiums

### Sénior

#### K1
| Rang               | Athlète          | Pays           | Temps           |
| ------------------ | ---------------- | -------------- | --------------- |
| Médaille d'or      | Hank Mcgregor    | Afrique du Sud | 2 h 02 min 06 s |
| Médaille d'argent  | Adrián Boros     | Hongrie        | 2 h 02 min 07 s |
| Médaille de bronze | Iván Alonso Lage | Espagne        | 2 h 02 min 08 s |

| Rang               | Athlète        | Pays     | Temps           |
| ------------------ | -------------- | -------- | --------------- |
| Médaille d'or      | Anna Koziskova | Tchéquie | 1 h 56 min 28 s |
| Médaille d'argent  | Renáta Csay    | Hongrie  | 1 h 58 min 27 s |
| Médaille de bronze | Kristina Bedec | Serbie   | 1 h 59 min 21 s |

#### K2
| Rang               | Athlète                              | Pays           | Temps           |
| ------------------ | ------------------------------------ | -------------- | --------------- |
| Médaille d'or      | Adrián Boros László Solti            | Hongrie        | 1 h 54 min 07 s |
| Médaille d'argent  | Hank McGregor Jasper Mocke           | Afrique du Sud | 1 h 54 min 08 s |
| Médaille de bronze | Walter Bouzán Álvaro Fernández Fiuza | Espagne        | 1 h 54 min 36 s |

| Rang               | Athlète                       | Pays               | Temps           |
| ------------------ | ----------------------------- | ------------------ | --------------- |
| Médaille d'or      | Renáta Csay Alexandra Bara    | Hongrie            | 1 h 50 min 43 s |
| Médaille d'argent  | Anna Koziskova Lenka Hrochová | République tchèque | 1 h 51 min 41 s |
| Médaille de bronze | Stefania Cicali Ana Alberti   | Italie             | 1 h 52 min 09 s |

#### C1
| Rang               | Athlète               | Pays     | Temps           |
| ------------------ | --------------------- | -------- | --------------- |
| Médaille d'or      | Marton Köver          | Hongrie  | 2 h 03 min 36 s |
| Médaille d'argent  | Manuel Antonio Campos | Espagne  | 2 h 03 min 49 s |
| Médaille de bronze | Nuno Barros           | Portugal | 2 h 06 min 20 s |

| Rang               | Athlète          | Pays    | Temps               |
| ------------------ | ---------------- | ------- | ------------------- |
| Médaille d'or      | Zsanett Lakatos  | Hongrie | 1 h 40 min 37 s 926 |
| Médaille d'argent  | Kincső Takács    | Hongrie | 1 h 45 min 27 s 821 |
| Médaille de bronze | Marine Sansinena | France  | 1 h 47 min 01 s 753 |

#### C2
| Rang               | Athlète                                   | Pays    | Temps           |
| ------------------ | ----------------------------------------- | ------- | --------------- |
| Médaille d'or      | Marton Köver Adam Docze                   | Hongrie | 1 h 53 min 48 s |
| Médaille d'argent  | Oscar Grana Ramón Ferro                   | Espagne | 1 h 58 min 08 s |
| Médaille de bronze | Manuel Antonio Campos José Manuel Sanchez | Espagne | 1 h 58 min 10 s |

### Moins de 23 ans

#### K1
| Rang               | Athlète                 | Pays    | Temps               |
| ------------------ | ----------------------- | ------- | ------------------- |
| Médaille d'or      | Alejandro Sanchez Cobos | Espagne | 1 h 46 min 32 s 731 |
| Médaille d'argent  | Krisztián Máthé         | Hongrie | 1 h 46 min 57 s 962 |
| Médaille de bronze | László Solti            | Hongrie | 1 h 47 min 40 s 019 |

| Rang               | Athlète        | Pays           | Temps               |
| ------------------ | -------------- | -------------- | ------------------- |
| Médaille d'or      | Vanda Kiszli   | Hongrie        | 1 h 39 min 07 s 041 |
| Médaille d'argent  | Susanna Cicali | Italie         | 1 h 39 min 46 s 135 |
| Médaille de bronze | Jenna Ward     | Afrique du Sud | 1 h 39 min 56 s 210 |

#### C1
| Rang               | Athlète               | Pays    | Temps               |
| ------------------ | --------------------- | ------- | ------------------- |
| Médaille d'or      | Levente Gellért Balla | Hongrie | 1 h 46 min 46 s 147 |
| Médaille d'argent  | Patryk Gluza          | Pologne | 1 h 47 min 15 s 715 |
| Médaille de bronze | Patrik Varga          | Hongrie | 1 h 49 min 43 s 195 |

### Junior

#### K1
| Rang               | Athlète          | Pays        | Temps               |
| ------------------ | ---------------- | ----------- | ------------------- |
| Médaille d'or      | Máté Györgyjakab | Hongrie     | 1 h 30 min 20 s 724 |
| Médaille d'argent  | Zyggy Chmiel     | Royaume-Uni | 1 h 31 min 26 s 381 |
| Médaille de bronze | Erik Petró       | Hongrie     | 1 h 33 min 11 s 837 |

| Rang               | Athlète            | Pays     | Temps               |
| ------------------ | ------------------ | -------- | ------------------- |
| Médaille d'or      | Dóra Sólyom        | Hongrie  | 1 h 25 min 49 s 323 |
| Médaille d'argent  | Réka Dominika Pető | Hongrie  | 1 h 25 min 50 s 529 |
| Médaille de bronze | Cathrine Rask      | Danemark | 1 h 27 min 12 s 742 |

#### K2
| Rang               | Athlète                     | Pays        | Temps               |
| ------------------ | --------------------------- | ----------- | ------------------- |
| Médaille d'or      | Erik Petró Kean Mayer       | Hongrie     | 1 h 26 min 23 s 520 |
| Médaille d'argent  | Péter Ács Csaba Erdőssy     | Hongrie     | 1 h 27 min 35 s 495 |
| Médaille de bronze | Luke Harding Magnus Gregory | Royaume-Uni | 1 h 28 min 00 s 977 |

| Rang               | Athlète                              | Pays     | Temps               |
| ------------------ | ------------------------------------ | -------- | ------------------- |
| Médaille d'or      | Petra Jeszenszky Anett Fritz         | Hongrie  | 1 h 20 min 23 s 682 |
| Médaille d'argent  | Zsofia Korsos Viktória Fruzsina Nagy | Hongrie  | 1 h 20 min 44 s 232 |
| Médaille de bronze | Anne-Sofie Winther Cathrine Rask     | Danemark | 1 h 21 min 08 s 820 |

#### C1
| Rang               | Athlète         | Pays     | Temps               |
| ------------------ | --------------- | -------- | ------------------- |
| Médaille d'or      | João Amorim     | Portugal | 1 h 27 min 37 s 893 |
| Médaille d'argent  | Zoltan Koleszar | Hongrie  | 1 h 28 min 54 s 506 |
| Médaille de bronze | Daniel Laczo    | Hongrie  | 1 h 32 min 24 s 256 |

| Rang               | Athlète        | Pays    | Temps               |
| ------------------ | -------------- | ------- | ------------------- |
| Médaille d'or      | Liudmyla Babak | Ukraine | 1 h 18 min 36 s 826 |
| Médaille d'argent  | Regina Bonyai  | Hongrie | 1 h 19 min 59 s 333 |
| Médaille de bronze | Giada Bragato  | Hongrie | 1 h 21 min 10 s 295 |

#### C2
| Rang               | Athlète                                | Pays    | Temps               |
| ------------------ | -------------------------------------- | ------- | ------------------- |
| Médaille d'or      | Zoltan Koleszar Milan Moldovan         | Hongrie | 1 h 24 min 16 s 492 |
| Médaille d'argent  | Jenő Kristóf Hajnal Mihály Áron Takács | Hongrie | 1 h 25 min 25 s 144 |
| Médaille de bronze | Dominik Nowacki Mateusz Borgiel        | Pologne | 1 h 26 min 21 s 346 |

## Tableau des médailles
| Rang  | Nation         | Or | Argent | Bronze | Total |
| ----- | -------------- | -- | ------ | ------ | ----- |
| 1     | Hongrie        | 5  | 3      | 0      | 8     |
| 2     | Afrique du Sud | 1  | 1      | 0      | 2     |
| 2     | Tchéquie       | 1  | 1      | 0      | 2     |
| 4     | Espagne        | 0  | 2      | 3      | 5     |
| 5     | France         | 0  | 0      | 1      | 1     |
| 5     | Italie         | 0  | 0      | 1      | 1     |
| 5     | Portugal       | 0  | 0      | 1      | 1     |
| 5     | Serbie         | 0  | 0      | 1      | 1     |
| Total | Total          | 7  | 7      | 7      | 21    |